# PGC 2188118
LEDA/PGC 2188118 ist eine Galaxie im Sternbild Andromeda am Nordsternhimmel. Sie ist schätzungsweise 484 Millionen Lichtjahre von der Milchstraße entfernt und hat einen Durchmesser von etwa 180.000 Lichtjahren. Vom Sonnensystem aus entfernt sich das Objekt mit einer errechneten Radialgeschwindigkeit von näherungsweise 10.700 Kilometern pro Sekunde.

## Galaktisches Umfeld
| Nr. | Galaxie                 | Alternativname            | Rek          | Dek          | Distanz/asec |
| --- | ----------------------- | ------------------------- | ------------ | ------------ | ------------ |
|     | LEDA/PGC 2188118        | 2MASX J02384568+4151382   | 02h38m45.67s | +41d51m38.3s | 0            |
| 1   | LEDA/PGC 2189237        | 2MASX J02381055+4155302   | 02h38m10.54s | +41d55m30.6s | 455.95       |
| 2   | LEDA/PGC 2189079        | 2MASX J02380311+4154562   | 02h38m03.14s | +41d54m56.4s | 514.23       |
| 3   | LEDA/PGC 9983           | UGC 2111                  | 02h38m05.52s | +41d47m22.4s | 517.10       |
| 4   | LEDA/PGC 2187534        | 2MASX J02394141+4149354   | 02h39m41.41s | +41d49m35.8s | 634.26       |
| 5   | LEDA/PGC 2187707        | 2MASX J02394516+4150124   | 02h39m45.20s | +41d50m12.8s | 670.37       |
| 6   | NGC 999                 | PGC 10026                 | 02h38m47.4s  | +41d40m14s   | 684.61       |
| 7   | LEDA/PGC 2190277        | 2MASX J02375217+4158531   | 02h37m52.18s | +41d58m53.0s | 738.76       |
| 8   | NGC 1001                | PGC 10050                 | 02h39m12.6s  | +41d40m18s   | 743.84       |
| 9   | NGC 996                 | PGC 10015                 | 02h38m39.87s | +41d38m51.1s | 769.79       |
| 10  | LEDA/PGC 10079          | MCG +07-06-053            | 02h39m36.52s | +42d00m55.3s | 794.89       |
| 11  | LEDA/PGC 2185039        | 2MASX J02392843+4140491   | 02h39m28.45s | +41d40m49.1s | 806.51       |
| 12  | 2MASX J02384262+4136182 | WISEA J023842.63+413618.0 | 02h38m42.62s | +41d36m18.2s | 920.60       |
| 13  | LEDA/PGC 2183543        | 2MASX J02385029+4135332   | 02h38m50.27s | +41d35m33.3s | 966.37       |
| 14  | LEDA/PGC 2183585        | [WGB2006] 023518+41200_e  | 02h38m31.82s | +41d35m40.1s | 970.42       |
| 15  | LEDA/PGC 2184614        | 2MASX J02394554+4139184   | 02h39m45.55s | +41d39m18.2s | 998.42       |